# Strzyże (Kętrzyn)
Strzyże (deutsch Streitz) ist ein Ort in der polnischen Woiwodschaft Ermland-Masuren. Er gehört zur Gmina Kętrzyn (Landgemeinde Rastenburg) im Powiat Kętrzyński (Kreis Rastenburg).

## Geographische Lage
Strzyże liegt in der nördlichen Mitte der Woiwodschaft Ermland-Masuren, fünf Kilometer nordöstlich der Stadt Kętrzyn (deutsch Rastenburg).

## Geschichte
Der einst Streitz genannte kleine Ort war ein Vorwerk und bis 1945 in die Gemeinde Woplauken (polnisch Wopławki) im ostpreußischen Kreis Rastenburg integriert. Im Jahre 1820 wurde es als „adliges Vorwerk“ mit vier Feuerstellen bei 29 Einwohnern erwähnt. Damals war Streitz im Besitz der Baronin von Schenk. Bis 1885 stieg die Einwohnerzahl auf 52 und belief sich 1905 bereits auf 65.
Als das gesamte südliche Ostpreußen 1945 in Kriegsfolge an Polen abgetreten wurde, erhielt Streitz die polnische Namensform „Strzyże“. Heute ist der kleine Weiler „część wsi Czerniki“ (= ein „Ortsteil von Czerniki“ (Schwarzstein)) innerhalb der Landgemeinde Kętrzyn (Rastenburg) im Powiat Kętrzyński (Kreis Rastenburg), von 1975 bis 1998 der Woiwodschaft Olsztyn, seither der Woiwodschaft Ermland-Masuren zugehörig.

## Kirche
Bis 1945 war Streitz in die evangelische Kirche Schwarzstein (polnisch Czerniki) in der Kirchenprovinz Ostpreußen der Kirche der Altpreußischen Union, außerdem in die römisch-katholische St.-Katharinen-Kirche Rastenburg im Bistum Ermland eingepfarrt.
Heute gehört Strzyże zur Johanneskirche Kętrzyn in der Diözese Masuren der Evangelisch-Augsburgischen Kirche in Polen sowie zur römisch-katholischen Kirche Czerniki, einer Filialkirche von Karolewo (Karlshof) im Erzbistum Ermland.

## Verkehr
Strzyże liegt an einer Nebenstraße, die Nowa Różanka (Neu Rosenthal) an der Woiwodschaftsstraße 650 mit Czerniki (Schwarzstein) verbindet. Eine von Wopławki (Woplauken) über Góry (Uri) herkommende Straße endet in Strzyże.
Eine Bahnanbindung besteht heute nicht mehr. Schwarzstein resp. Czerniki war bis 1992 (Personenverkehr) bzw. 2000 (Güterverkehr) die nächste Bahnstation. Sie lag an der inzwischen aufgegebenen Bahnstrecke Kętrzyn–Węgorzewo (deutsch Rastenburg–Angerburg).